# Koozå
A Koozå a Cirque du Soleil kanadai cirkusztársulat egyik kortárs cirkusz műfajú előadása, amely cirkuszsátorral utazik, de a műsort bemutatták már arénában és színházban is, többek között a londoni Royal Albert Hall-ban. Premierje a kanadai Montréalban volt 2007 áprilisában. A műsort David Shiner írta és rendezte, aki korábban dolgozott már a Soleilnek: bohócként a Nouvelle Expérience című műsorban, de a svájci Circus Knie-ben és a német Roncalli Cirkuszban szerzett tapasztalatai is hozzájárult az előadás létrejöttéhez.
A műsor címét egy szanszkrit szó a Koza ihlette, ami dobozt, ládát vagy kincset jelent. Azért választották ezt, mert az volt az ötlet, hogy az előadás egy „dobozban” fog játszódni. Az előadás a korai Cirque du Soleil-műsorakat idézi, melyek két cirkuszi hagyományt ötvöztek - az akrobatikus műsorszámokat és a bohóckodás művészetét.

## Szereplők
A műsornak hét fő karaktere van, akik végigkísérik a közönséget az egész előadáson:
- A szélhámos
- Az ártatlan
- A Király bohóc
- Az Ezermester bohóc
- A Turista bohóc
- A zsebtolvaj (már nem szerepel a műsorban)
- Heimloss
- A rossz kutya

## Műsorszámok
- Charivari (Jacob Skeffington, Vanessa Outreville, Corine Turcotte-Latreille, Crystel Bujold, Roberto Quiros Dominguez, Ross Gibson, Irina Tomofeeva, Alberto Castillo Berrera)
- Hajlékonyság (Julie Bergez, Natasha Patterson, Dasha Sovik)
- Légi karika
- Gurtni
- Egykerekű duó (Diana Aleshchenko, Yury Shavro)
- Kötéltánc (Flouber Sanchez, Vicente Quiros Dominguez, Angel Quiros Dominguez, Angel Villarejo Dominguez)
- Halálkerék (Jimmy Ibarra, Carlos Marin)
- Hulahopp (Irina Akimova)
- Kézegyensúlyozás székeken (Gongli Zhang)
- Ugródeszka (Alexey Shirin, Yury Kuznetsov, Dzmitry Bareika, Rustam Karimov, Vladimir Kuznetsov, Sergey Nazarov, Alexandra Pozdniakov, Andriy Chupryna, Pavel Pozdnyakov, Ganjuur Boldbaatar)

### Cserélődő műsorszámok
- Cyr kerék
- Diabolo

### Jelenleg nincs műsoron
- Zsonglőr – Anthony Gatto, Danielle Gatto
- Zsebtolvaj
- Kéz a kézben (Rachel Walker, Pinqi Zhou)
- Szóló trapéz (Dasha Vintilova)

### Műsorrend
| 1. rész 1. Charivari 2. Hajlékonyság 3. Szóló trapéz 4. Egykerekű duó 5. Bohócok 6. Kötéltánc | 2. rész 1. Csontváz tánc 2. Halálkerék 3. Hulahopp (Zsonglőr helyett) 4. Bohócok 5. Kézegyensúlyozás székeken 6. Ugródeszka 7. Finálé |  |

## Zene
A Koozå hangzásvilágában fontos szerepet játszik a trombita, a harsona, a dob, a basszusgitár, az ütőhangszerek, a billentyűs hangszerek és természetesen az éneklés is. Hatással volt rá a nyugati pop kultúra, az 1970-es évekbeli funk, de nagyban támaszkodik a hagyományos indiai zenére is.

### Zenekar
A műsor szerves részét képezi a minden előadáson élőben játszó zenekar, ami két énekessel egészült ki. Hagyomány a Soleilnél, hogy a zenészek is kosztümöt viselnek, ez itt is így történt. Jelmezük fő színei a vörös, a fekete és a bézs.
- Zenekarvezető/Billentyűs hangszerek/Szaxofon/Gitár — Fritz Kraii
- Soul énekes — Joanie Goyette
- Indi énekes - Mary-Pier Guilbault
- Dobok — Eden Bahar
- Basszusgitár — Jean Louis Locas
- Harsona/Billentyű— Joulien Ferrer Matamoros
- Ütőhangszerek — Fernando Diez
- Trombita/Gitár — Kevin Johnson

### Album
A Cirque du Soleil 2008. június 24-én jelentette meg a műsor hivatalos CD-jét, amin a következő dalok hallhatók:
1. Koozå Dance (Koozå tánc)
2. Superstar I (Zsonglőr)
3. L'innocent (Charivari 1)
4. Royaume (Charivari 2)
5. Junoon (Hajlékonyság)
6. Alambre Alto (Magasdrót)
7. 16-Papillon (Szóló trapéz)
8. Pearl (Egykerekű duó)
9. Cabaret Sata (Egykerekű duó)
10. Aankh Micholi (Bohózat)
11. Diables (Halálkerék)
12. El Péndulo de la Muerte (Halálkerék)
13. Petit-Jaune (Nyitókép)
14. Superstar II (Zsonglőr)
15. Imposteur (fordítás, Magasdrót)
16. Prarthana (Kézegyensúlyozás székeken)
17. Don't be Afraid (Kézegyensúlyozás székeken)
18. Hum Jaisa Na Dekha (Ugródeszka)

A zárójelben a műsorszámok találhatók.

## Turné

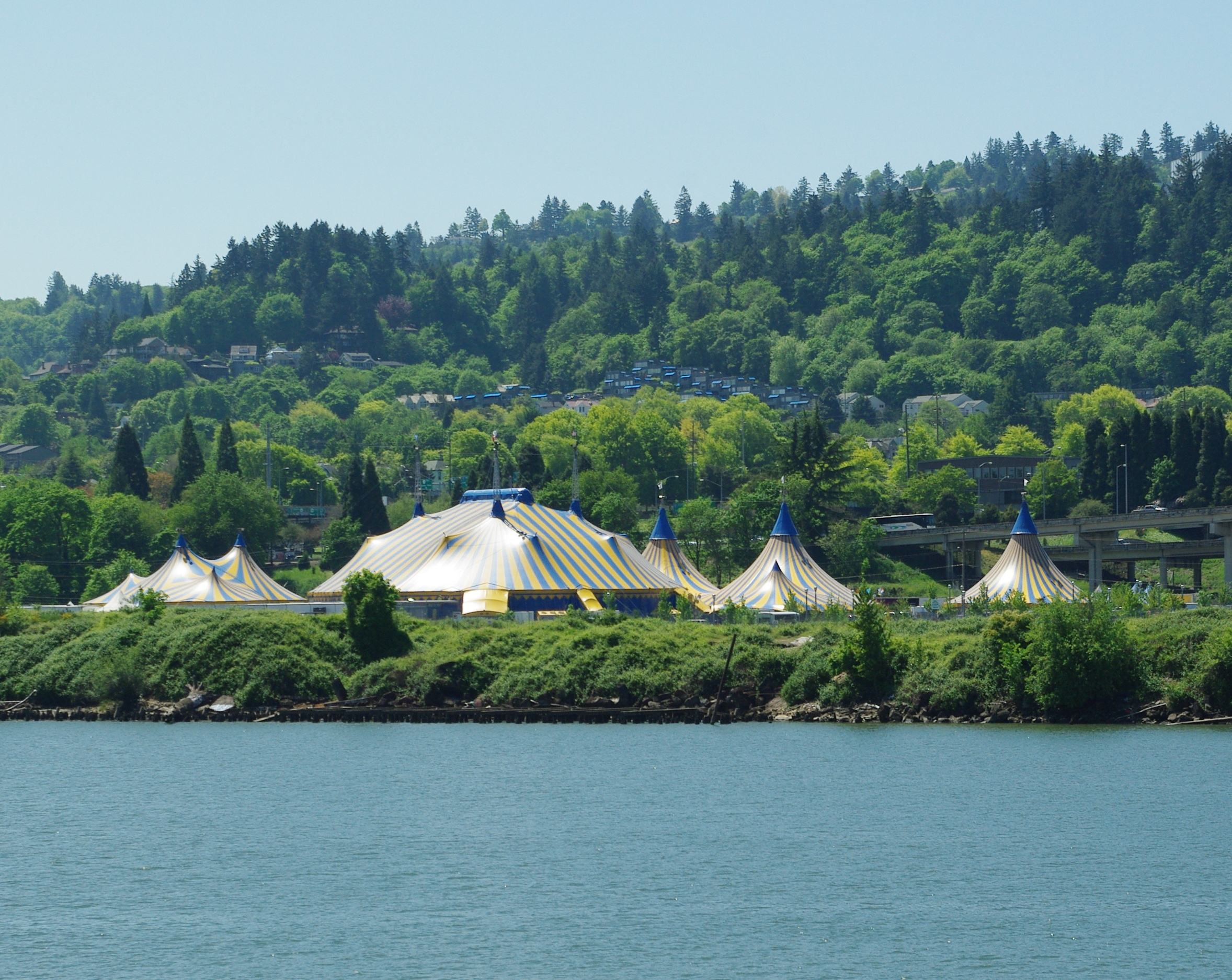
Az előadás sátra Portlandben

Jelmgyarázat
  EU   Európa
  ÉA   Észak-Amerika
  DA   Dél- és Közép-Amerika
  ÁC   Ázsia/Csendes-óceán
  ÓC   Óceánia
  AF   Afrika
- ÉA   Québec, Kanada – 2007. július 5. és július 29. között
- ÉA   Toronto, Kanada – 2007. augusztus 9. és október 21. között
- ÉA   San Francisco, USA – 2007. november 16. és 2008. január 20. között
- ÉA   San José, USA – 2008. január 31-től március 16-ig
- ÉA   Hartford, USA – 2008. április 1-jétől április 27-ig
- ÉA   Philadelphia, USA – 2008. május 8-tól június 15-ig
- ÉA   Chicago, USA – 2008. június 26. és augusztus 24. között
- ÉA   Boston, USA – 2008. szeptember 5-től október 19-ig
- ÉA   Washington, USA – 2008. október 30-tól december 14-ig
- ÉA   Atlanta, USA – 2009. január 2-ától március 1-ig
- ÉA   Baltimore, USA – 2009. március 12-től április 5-ig
- ÉA   New York, USA – 2009. április 16-tól június 21-ig
- ÉA   Minneapolis, USA – 2009. július 3-tól augusztus 9-ig
- ÉA   Denver, USA – 2009. augusztus 20-tól október 4-ig
- ÉA   Santa Monica, USA – 2009. október 16. és december 20. között
- ÉA   Irvine, USA – 2010. január 8-tól február 14-ig
- ÉA   San Diego, USA – 2010. február 25. és március 28. között
- ÉA   Portland, USA – 2010. április 9-től május 23-ig
- ÉA   Seattle, USA – 2010. június 3-tól 2010. július 11-ig
- ÉA   Vancouver, Kanada 2010. július 22-től 2010. szeptember 5-ig
- ÉA   Calgary, USA – 2010. szeptember 16-tól 2010. október 24-ig
- ÉA   Miami, USA – 2010. november 12-től 2011. január 2-ig
- ÁC   Tokió, Japán – 2011. február 2. és július 18. között
- ÁC   Oszaka, Japán – 2011. augusztus 4. és november 6. között
- ÁC   Nagoja, Japán – 2011. november 23. és 2012. január 22. között
- ÁC   Fukuoka, Japán – 2012. február 9. és április 8. között
- ÉA   Phoenix, USA – 2012. június 8. és július 15. között
- ÉA   Houston, USA – 2012. július 26. és szeptember 9. között
- ÉA   Dallas, USA – 2012. szeptember 19. és október 28. között
- ÉA   St. Petersburg, USA – 2012. november 8. és december 16. között
- EU   London, Egyesült Királyság – 2013. január 5. és február 14. között[megj 1]
- EU   Madrid, Spanyolország – 2013. március 1. és április 28. között
- EU   Bilbao, Spanyolország – 2013. május 15. és június 16. között
- EU   Knokke-Heist, Belgium – 2013. július 18. és augusztus 18. között
- EU   Moszkva, Oroszország – 2013. szeptember 7. és szeptember 29. között
- EU   Párizs, Franciaország – 2013. november 23. és 2014. január 19. között
- EU   München, Németország – 2014. január 31-től március 2-ig
- EU   Amszterdam, Hollandia – 2014. március 13-tól április 27-ig
- EU   Bécs, Ausztria – 2014. május 9-től június 15-ig
- EU   PortAventura, Spanyolország – 2014. július 9. és augusztus 30. között
- EU   Varsó, Lengyelország – 2014. szeptember 19. és október 19. között
- EU   Düsseldorf, Németország – 2014. november 6. és december 14. között
- EU   London, Egyesült Királyság – 2015. január 7. és február 19. között[megj 1]
- EU   Bern, Svájc – 2015. február 28. és április 4. között
- ÉA   Columbus, USA – 2015. június 4-től  július 5-ig
- ÉA   Virginia Beach, USA – 2015. július 16. és augusztus 16. között
- ÉA   Austin, USA – 2015. szeptember 3. és 2015. október 8. között
- ÉA   Vancouver, Kanada – 2015. október 29. és december 27. között
- DA   Montevideo, Uruguay – 2016. március 9-től április 3-ig
- DA   Buenos Aires, Argentína – 2016. április 21-től június 12-ig
- DA   Santiago, Chile – 2016. június 29. és július 31. között
- ÓC   Sydney, Ausztrália – 2016. augusztus 25-től november 13-ig
- ÓC   Brisbane, Ausztrália – 2016. november 24-től 2017. január 8-ig
- ÓC   Melbourne, Ausztrália – 2017. január 20. és március 26. között
- ÓC   Perth, Ausztrália – 2017. április 13-tól június 11-ig
- ÁC   Szingapúr – 2017. július 12. és augusztus 27. között
- ÁC   Sanghaj, Kína – 2017. október 2. és december 3. között
- ÁC   Peking, Kína – 2017. december 15-től 2018. február 11-ig
- ÁC   Sencsen, Kína – 2018. március 1-jétől április 1-ig
- ÁC   Hongkong – 2018. április 19-től június 3-ig
- ÁC   Csangsa, Kína – 2018. június 29. és augusztus 19. között
- ÁC   Szöul, Dél-Korea – 2018. november 3. és 2019. január 6. között
- ÓC   Auckland, Új-Zéland – 2019. február 15. és március 24. között
- EU   Valencia, Spanyolország – 2019. május 30. és július 14. között
- EU   Gijón, Spanyolország – 2019. július 31. és szeptember 1. között
- EU   Málaga, Spanyolország – 2019. szeptember 12. és október 13. között
- EU   Madrid, Spanyolország – 2019. október 24. és 2020. január 5. között

## Fordítás
Ez a szócikk részben vagy egészben  a   Koozå című angol Wikipédia-szócikk fordításán alapul.  Az eredeti cikk szerkesztőit annak laptörténete sorolja fel. Ez a jelzés csupán a megfogalmazás eredetét és a szerzői jogokat jelzi, nem szolgál a cikkben szereplő információk forrásmegjelöléseként.